# Chaplin er upålidelig
Chaplin er upålidelig er en amerikansk stumfilm fra 1914 af Charlie Chaplin.

## Medvirkende
- Charles Chaplin som Charlie
- Charley Chase
- Peggy Page
- Jess Dandy
- Cecile Arnold